# Petuaria
Petuaria (o Petuaria Parisorum) fue originalmente un fuerte romano situado donde ahora se encuentra la ciudad de Brough en Yorkshire del Este. Petuaria significa algo así como «un cuarto» o «la cuarta parte», incorporando el arcaico britónico *petuar, «cuatro» (compárese con el galés moderno pedwar).
Fue fundada en el año 70 dC y abandonada alrededor del año 125. La civitas adyacente, un cruce de transbordadores y el puerto (atestiguado) que creció y reemplazó al fuerte sobrevivió hasta alrededor de 370, y probablemente fue la capital de la tribu celta llamada parisii. Petuaria marcó el extremo sur de la calzada romana conocida ahora como Cade's Road, que corría aproximadamente hacia el norte por unas cien millas hasta Pons Aelius (actual Newcastle upon Tyne). El tramo de Petuaria a Eboracum (York) fue también el tramo final de Ermine Street.

## Arqueología

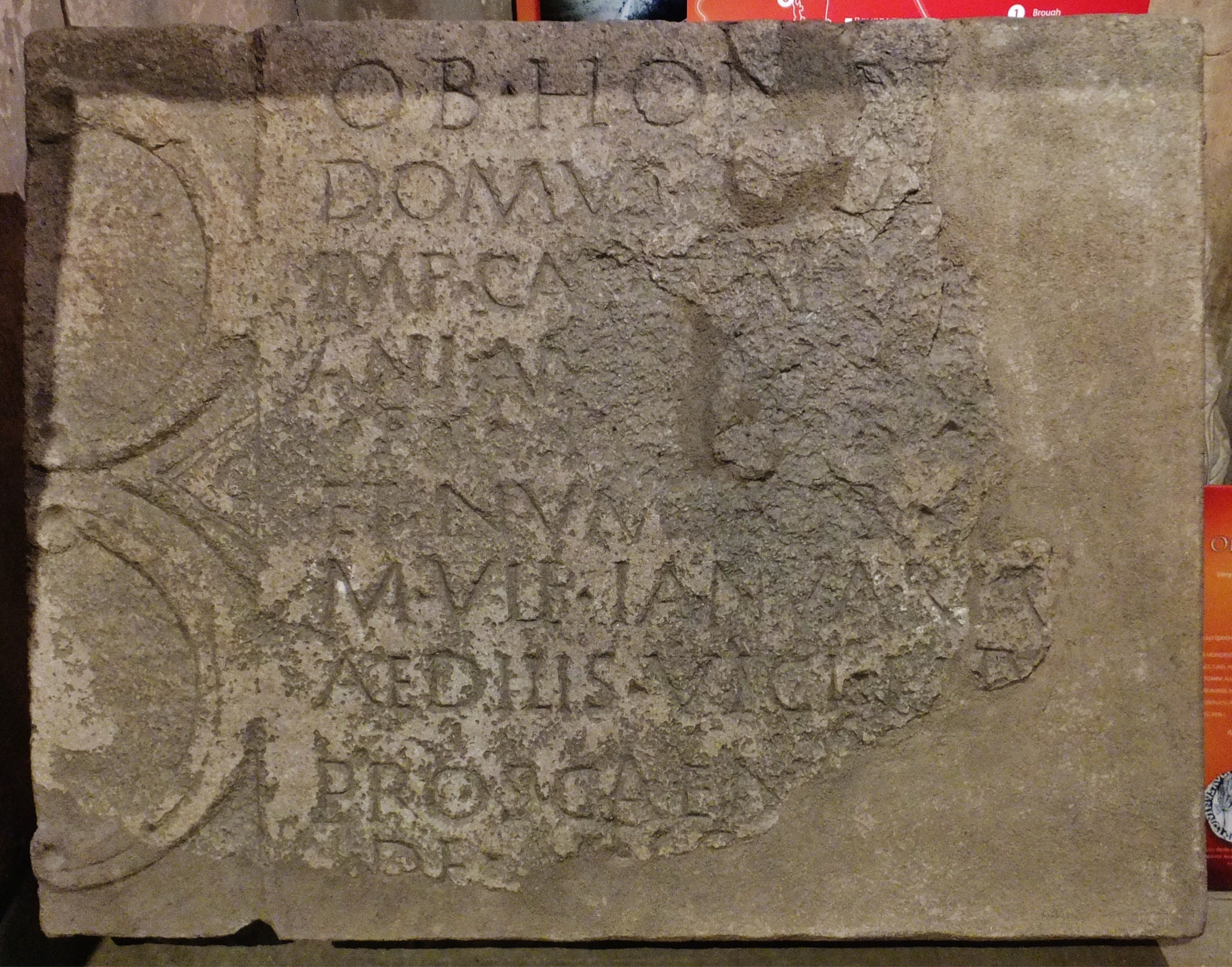
Piedra inaugural del Teatro Romano, expuesta en el Hull and East Riding Museum

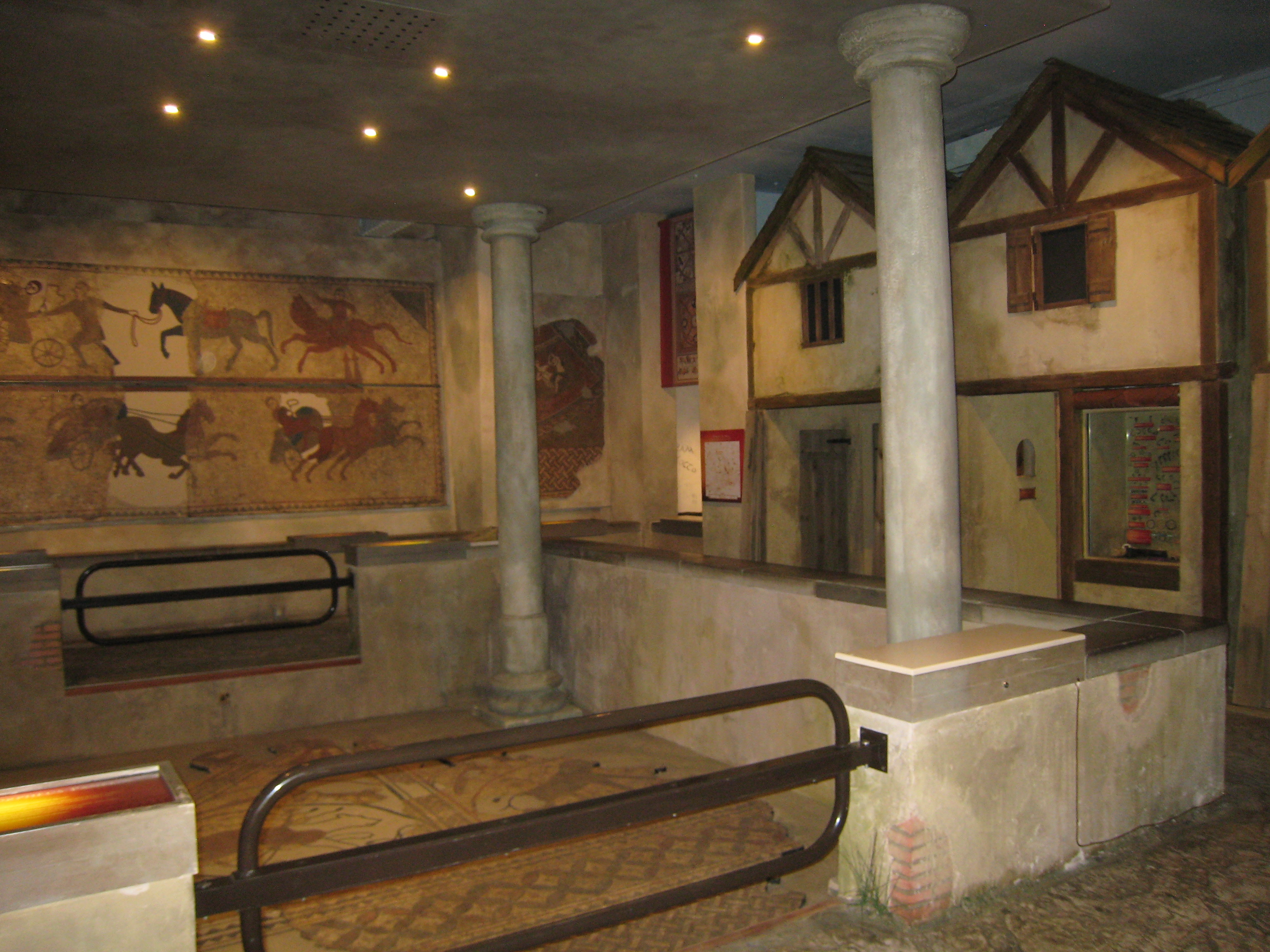
Parte de una reconstrucción de Petuaria en el Hull and East Riding Museum

Las excavaciones arqueológicas del sitio de Petuaria se llevaron a cabo en la década de 1930 (una de las arqueólogas fue Mary Kitson Clark), y entre 1958 y 1962, con ocasionales revisiones de áreas aisladas desde entonces. La piedra inaugural del teatro romano fue uno de los hallazgos más importantes y es inusual como la única mención epigráfica registrada de un magistrado en la Britania romana. Registra el regalo de un proscenio al asentamiento de Petuaria por parte de un hombre llamado Marco Ulpio Januario, y se ha fechado en el reinado del emperador Antonino Pío, alrededor del 140 d. C.
La Petuaria romana parece un auténtico precursor de la importancia estratégica que hoy tiene la ciudad portuaria de Kingston upon Hull, fundada en la Edad Media. Para cualquiera que viaje en barcos de poco calado, el Humber sigue siendo una puerta de entrada a gran parte de Inglaterra al este de los Peninos. Se puede acceder a ocho ríos principales desde el Mar del Norte a través del estuario: Ouse, Hull, Derwent, Wharfe, Aire, Don, Trent y Ancholme. Es por eso que a veces se interpreta que las ocho diosas de los ríos que se muestran reclinadas en el gran mosaico de la cercana villa romana de Brantingham representan la importancia práctica de estos ríos ingleses para el transporte y los viajes en la época romana.